# 錢幽蘭
錢幽蘭（1968年2月27日—），臺灣創作歌手、演員，活躍於1980年代，2000年代起從事电子游戏产业。

## 生平
錢幽蘭於1980年代以兼具創作才女及偶像歌手的形象出道，憑就在那一秒一曲走紅，有「玉女歌手」之稱。在1987年電視劇《勇者的奮鬥》的演出亦受到關注。
1988年9月錢幽蘭曾於淡金公路白沙灣路段附近昏迷，有傳聞指是因受到輿論中傷，服用過量藥物所致。
2004年5月加入电子游戏产业界，歷任遊戲新幹線副總經理、完美世界東亞區副總經理兼臺灣區總經理、得藝娛樂集團執行長，2017年8月創立始祖鳥互動娛樂。2019年於國立政治大學攻讀EMBA碩士課程，2022年畢業。

## 個人生活
1980年代末曾與男歌手殷正洋交往。
與愛情長跑7年的日本籍丈夫結婚，婚後11年生子，41歲得子。

## 音樂作品

### 歌曲
- 就在那一秒
- 好不好（兼作曲、作詞，第二屆大學城全國大專創作歌謠大賽參賽作品）[10]
- 未完成的夢（兼作曲、作詞）[11]
- 打翻酒瓶（兼作詞）[12]
- 玻璃舞鞋（兼作詞）[13][註 1]

### 為他人創作的歌曲
- 李碧華歲歲月月年年（作曲、作詞）[2]
- 葉璦菱昨日之影（作曲、作詞）[14]
- 徐瑋旋轉黑夜（作曲、作詞）[15]
- 徐瑋請再瀟灑一些（作曲、作詞）[16]
- 玉唐面具遊戲（作曲、作詞）[17]
- 伊能靜我懂（作曲、作詞）[18]
- 伊能靜夢話（作曲、作詞）[19]
- 伊能靜新娘（作曲、作詞）[20]
- 郭富城愛定妳（作曲、編曲）[21]
- 李玟我依然是你的情人（編曲）[2]
- 鄭秀文值得（編曲）[2]
- 梁詠琪口香糖（編曲）[2]
- 鄭伊健為了愛我可以（編曲）[2]
- 許志安似曾相識（編曲）[2]
- 許秋怡紅伶怨（編曲）
- 唐文龍找你說話（作曲、編曲）
- 唐文龍偷偷為我哭紅的雙眼（1996版）（編曲）

## 戲劇作品

### 電視劇
- 1987年：台視《勇者的奮鬥》（飾 姍姍）[2][3][註 2]
- 1988年：台視《萬世師表》[5]

### 電影
- 1990年：《叛逆與愛》[9]

## 備註
1. ↑  此歌名稱在臺灣流行音樂資料庫寫成「玻璃鞋」，當為筆誤。歌詞中亦有「玻璃舞鞋」一語。
2. ↑  來源誤將劇名寫作「奮鬥的勇者」 。